# Жінки і відеоігри

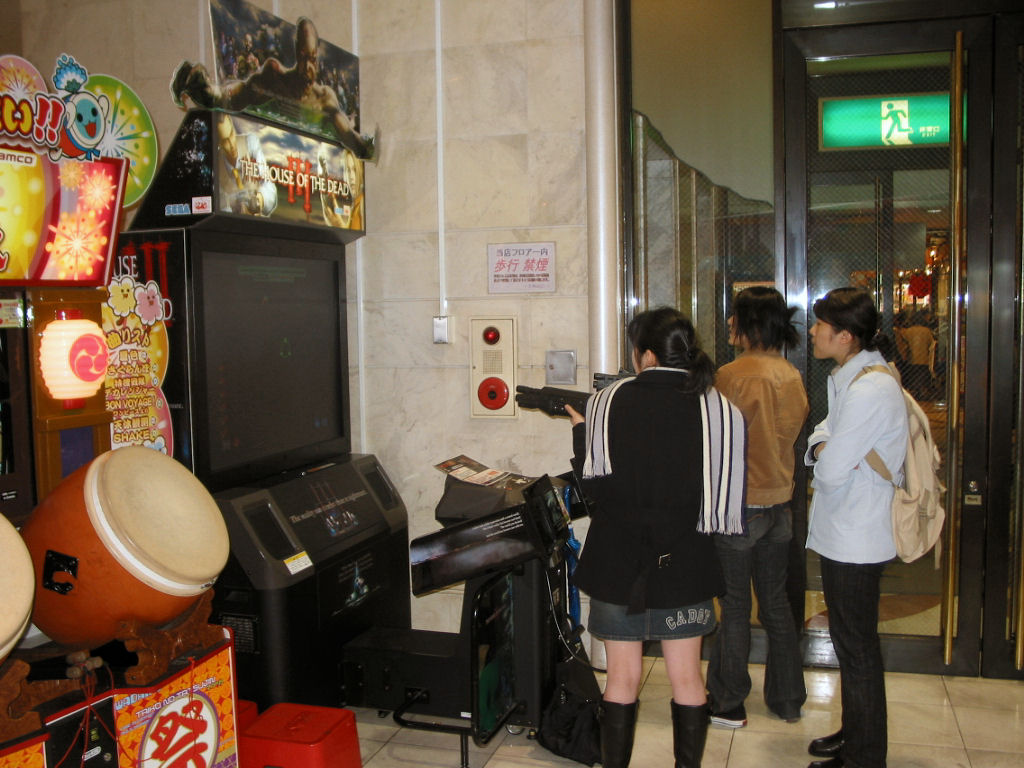
Жінки, які грають у відеогру, Японія

Присутність жінок в ігровому середовищі ставала об'єктом вивчення вчених, соціологів і корпорацій починаючи з 1990-х. У 80-ті, на зорі існування індустрії інтерактивних розваг, жінки були слабко представлені як гравчині і в ігрових спільнотах, водночас спостерігалося поступове зростання жіночої аудиторії, і починаючи з 2010-х частка гравчинь почала становити близько половини ігрової аудиторії в цілому. Також було виявлено, що, якщо чоловіки-гравці надають перевагу спорту, гонкам, швидкому екшену, стратегії, битвам і руйнуванню, гравчині, навпаки, намагаються уникати ігор з насильством, вважаючи за краще досліджувати навколишній простір, проходити сюжетну лінію, розвивати віртуальні відносини, займатися створенням чогось або дизайном.
Станом на 2015—2018 роки, основна ігрова індустрія була як і раніше орієнтована на чоловічу ігрову аудиторію і асоціювалася з чоловічими розвагами. Виняток становили такі франшизи, як The Sims і Myst, які є явними прикладами високобюджетних ігор, яким вдалося націлитися головним чином на жіночу аудиторію. Одночасно дані франшизи ставали найбільш продаваними в історії відеоігор. Серед жінок користуються популярністю й інші ігри, наприклад Bejeweled, «Тетріс», Just Dance, Final Fantasy, Little Big Planet, SingStar і інші.
Незважаючи на те, що на середину 2010-х років жінки складали майже половину гравців, інтереси жінок найчастіше слабко або ніяк не враховуються у високобюджетних відеоіграх, також виникає вороже ставлення до цієї соціальної групи в ігрових спільнотах. Сучасні ігрові форуми і чати в онлайн-іграх б'ють рекорди за кількістю образ і онлайн-домагань на адресу гравчинь, що змушує їх часто прикидатися чоловіками. Це робить гравчинь великою і одночасно найбільш цькованою і недопредставленою частиною ігрової спільноти. Проте подальше збільшення кількості ігор з урахуванням інтересів гравчинь і подальше зростання жіночої аудиторії передбачає в майбутньому змінення ставлення до жінок в іграх у бік більш терпимого.
Зростання присутності жінок в ігровій індустрії також відбувається значною мірою за рахунок популяризації ігор на мобільних платформах. Так, 70 % жінок від 18 до 34 років вважають за краще грати на мобільних платформах, і, найчастіше, в казуальні ігри.

## Демографічний розподіл

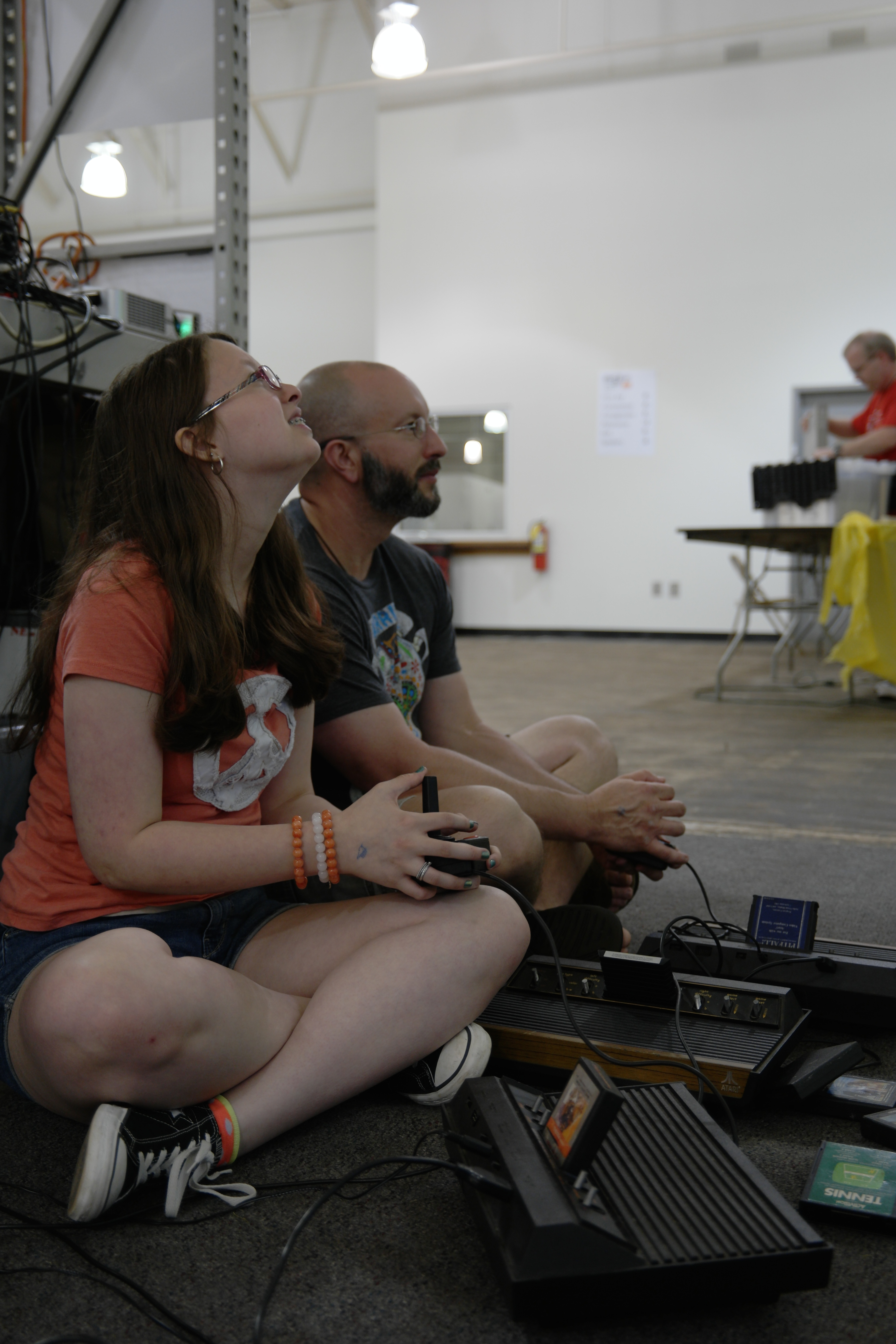
Дівчина грає на Atari 2600

У 1980-х роках основна ігрова аудиторія складалася з хлопчиків і чоловіків. Так, 1982 року соціолог Сідней Каплен виявив, що серед гравців аркадних ігор частка жінок становила 20 %. Частка гравчинь у таких популярних іграх, як Omega Race (1981) і Defender (1981), становила 5 % і 10 % відповідно, але в той же час в таких іграх, як Centipede і Donkey Kong, жінки становили половину аудиторії. 1983 року в дослідженні ігрової аудиторії аркадних ігор було виявлено, що на кожних 8 гравців-чоловіків припадало 3 гравчинь-жінок. За проведеним 1988 року дослідженням журналу Playthings частка жінок серед гравців становила 21 %, а серед користувачів платформи NES у США — 27 %.
Частка гравчинь у відеоіграх була завжди нижчою, ніж чоловіча, проте збільшення частки жінок триває аж до 2010-х років. Так, якщо в США за даними на 2010 рік частка гравчинь становила 40 %, то до 2014 року вона зросла до 48 %. І станом на 2014 рік частка жінок і чоловіків в США гравців відповідала пропорції демографії населення. Проте навіть понині все ще домінує думка, що гравці відеоігор — це переважно чоловіки.
2008 року Дослідницький центр П'ю провів опитування серед підлітків і виявив, що серед тих, хто назвав себе геймерами, частка хлопчиків становила 65 % і 35 % серед дівчаток. При цьому що молодші були діти, то частіше вони називали себе геймерами. Дорослі чоловіки вважають за краще частіше від жінок грати в консольні ігри. Що стосується інших платформ, то будь-яких переваг за ознакою статі не було виявлено. У цей час частка жінок, які грають в консольні ігри, продовжувала зростати. Так, 2013 року компанія Nintendo з'ясувала, що половина користувачів її приставки були жінками. Крім цього, в 2015 році центр П'ю виявив, що частка жінок у США, які володіють консолями (42 %), стала більшою, ніж чоловіків (37 %). При цьому існує тенденція, що серед людей-гравців віком понад 45 років, що не входять у покоління геймерів, частка жінок зростає і на 2013 рік склала 61 %.

2015 року, в ході досліджень організацією UKIE було виявлено, що частка геймерок становила 42 %. 
| Країна або регіон | Дослідження | Співвідношення на 2012 рік (% жінок і чоловіків) | Співвідношення на 2013 рік (% жінок і чоловіків) | Співвідношення на 2016 рік (% жінок і чоловіків) |
| ----------------- | ----------- | ------------------------------------------------ | ------------------------------------------------ | ------------------------------------------------ |
| Австралія         | IGEA        | 47 : 53                                          | Немає даних                                      | 47 : 53                                          |
| Канада            | ESAC        | 46 : 54                                          | 46 : 54                                          | 49 : 51                                          |
| Китай             | 17173       | Немає даних                                      | 27 : 73                                          | Немає даних                                      |
| Японія            | 17173       | Немає даних                                      | 66 : 34                                          | Немає даних                                      |
| Південна Корея    | 17173       | Немає даних                                      | 37 : 63                                          | Немає даних                                      |
| Нова Зеландія     | IGEA        | 46 : 54                                          | Немає даних                                      | 46 : 54                                          |
| США               | ESA         | 47 : 53                                          | 45 : 55                                          | 41 : 59                                          |
| Європа            | ISFE        | 45 : 55                                          | Немає даних                                      | Немає даних                                      |
| Австрія           | ISFE        | 44 : 56                                          | Немає даних                                      | Немає даних                                      |
| Бельгія           | ISFE        | 46 : 54                                          | Немає даних                                      | Немає даних                                      |
| Чехія             | ISFE        | 44 : 56                                          | Немає даних                                      | Немає даних                                      |
| Данія             | ISFE        | 42 : 58                                          | Немає даних                                      | Немає даних                                      |
| Фінляндія         | ISFE        | 49 : 51                                          | Немає даних                                      | Немає даних                                      |
| Франція           | ISFE        | 47 : 53                                          | Немає даних                                      | 52 : 48                                          |
| Німеччина         | ISFE        | 44 : 56                                          | Немає даних                                      | 49 : 51                                          |
| Велика Британія   | ISFE        | 46 : 54                                          | Немає даних                                      | 42 : 58                                          |
| Італія            | ISFE        | 48 : 52                                          | Немає даних                                      | Немає даних                                      |
| Голландія         | ISFE        | 46 : 54                                          | Немає даних                                      | Немає даних                                      |
| Норвегія          | ISFE        | 46 : 54                                          | Немає даних                                      | Немає даних                                      |
| Польща            | ISFE        | 44 : 56                                          | Немає даних                                      | Немає даних                                      |
| Португалія        | ISFE        | 43 : 57                                          | Немає даних                                      | Немає даних                                      |
| Іспанія           | ISFE        | 44 : 56                                          | Немає даних                                      | 45 : 55                                          |
| Швеція            | ISFE        | 47 : 53                                          | Немає даних                                      | Немає даних                                      |
| Швейцарія         | ISFE        | 44 : 56                                          | Немає даних                                      | Немає даних                                      |

### Ототожнення себе з геймерством
Незважаючи на те, що за статистикою на 2015 рік 48 % жінок США грали у відеоігри, з них тільки 6 % зараховували себе до геймерок, тоді як серед чоловіків ця частка становить 15 %. Серед людей віком від 18 до 29 років ця частка є вищою і становить 9 % для жінок і 33 % для чоловіків. Половина гравчинь США зараховують себе до хардкорних гравців. Згідно з дослідженнями EEDAR близько 60 % гравчинь вважають за краще грати в мобільні ігри і 63 % таких жінок грають у багатокористувацькі онлайн-ігри.
При цьому було відмічено, що гравчині, навіть якщо вони постійно грають у відеоігри, вважають за краще не ідентифікувати себе з геймерами через стійку асоціацію слова «геймер» з атмосферою мізогінії всередині чоловічої ігрової спільноти. Також свою роль зіграли консерватори, які просувають образ «геймера», як чоловіка з залежністю і соціальними відхиленнями.
Всередині ігрової спільноти жінок, які грають постійно у відеоігри, називають «girl gamer» (з англ. — «дівчата-геймери»), при цьому слово має принизливу конотацію, яка передбачає, що це стереотипний образ жінки, як гіперсексуальної і легковажної дівчинки, яка слабо розбирається в іграх і проникає в ігрові спільноти з метою залучення чоловічої уваги. Дане слово може використовуватися навіть як образа з метою знецінити жінку-гравця як особистість. При цьому такі стереотипи про геймерок відображають сексистське зображення жінок у відеоіграх. Багато гравців-чоловіків заперечують або неохоче приймають той факт, що жінки-гравці — це різноманітна група людей, об'єднана спільною статевою ознакою, а не стереотип. Багато гравчинь і низка критиків вважають це слово образливим. Одночасно негативне просування стереотипів про гравчинь серед ігрової спільноти відображає просування негативного стереотипу в суспільстві в цілому.
Через слабке уявлення про геймерок як про клас в ігровій спільноті, гравчиням, щоб заслужити довіру решти гравців-чоловіків, доводиться демонструвати своє упереджене ставлення до жіночності, або ж намагатися відповідати образу легковажної і сексуальної «дівчинки-геймерки». Роль у зміцненні цих стандартів відіграють і батьки, які вважають, що дівчинка, яка грає у відеоігри, проявляє неприродні для себе чоловічі якості, тоді як це мали б бути ляльки і розвивальні ігри, і тут ігрова консоль розглядається як традиційний подарунок для хлопчиків.
Одночасно в прогресивних колах слово «геймер» набуло навпаки негативної конотації, як образ стереотипного гравця-чоловіка, який негативно ставиться до будь-яких змін в ігровій індустрії і демографії гравців.

## Уподобання жанрів
Серед жінок і чоловіків гравців явно спостерігається різниця в уподобаннях щодо жанрів. 2017 року проводилося масштабне дослідження 270 000 відеоігор різних жанрів, і було виявлено жанри, яким жінки надають перевагу або навпаки уникають.
| Жанр                          | жінки | чоловіки |
| ----------------------------- | ----- | -------- |
| Три в ряд                     | 69 %  | 31 %     |
| Симулятор життя, фармінг      | 69 %  | 31 %     |
| Казуальні, пазли              | 42 %  | 58 %     |
| Квести                        | 41 %  | 59 %     |
| Інтерактивна розповідь        | 37 %  | 63 %     |
| Фентезійні MMO                | 36 %  | 64 %     |
| Японські рольові ігри         | 33 %  | 66 %     |
| Західні рольові ігри Western  | 26 %  | 74 %     |
| Симулятор виживання roguelike | 25 %  | 75 %     |
| Платформер                    | 25 %  | 75 %     |
| Містобудівний симулятор       | 22 %  | 78 %     |
| Action/RPG                    | 20 %  | 80 %     |
| Гра-пісочниця                 | 18 %  | 82 %     |
| Action-adventure              | 18 %  | 82 %     |
| Науково фантастичні MMO       | 16 %  | 84 %     |
| Відкритий світ                | 14 %  | 86 %     |
| Покрокова стратегія           | 11 %  | 89 %     |
| MOBA                          | 10 %  | 90 %     |
| Глобальна стратегія           | 7 %   | 93 %     |
| Шутер від першої особи        | 7 %   | 93 %     |
| Гоночна гра                   | 6 %   | 94 %     |
| Тактичний шутер               | 4 %   | 96 %     |
| Спортивний симулятор          | 2 %   | 98 %     |

Якщо чоловіки-гравці надають перевагу швидким іграм і поєдинкам, то гравчині-жінки обирають напрямки, пов'язані зі спілкуванням всередині гри, розвитком персонажів, відносин і сюжетної лінії. Жінки в загальному надають перевагу рольовим іграм перед шутерами від першої особи. Професор Стенфордського університету Томас Малоун провів дослідження, в рамках якого окремо розробив кілька версій відеоігор з ігровими механіками дартс і відеоаналог шибениці, де на 10 школярах 5-х класів з'ясував, що хлопці надають перевагу першій грі, а дівчата — другій.
Спосіб гри також різниться залежно від статі, це особливо помітно в таких нелінійних іграх, як Grand Theft Auto. Було відмічено, що жінки намагаються уникати ігор з насильством і вважають за краще розвивати сюжети, історії, або створювати щось в іграх, наприклад в The Sims або Civilization. 2013 року журнал Variety провів дослідження і з'ясував, що з усіх геймерок тільки 30 % грають в ігри з насильством, найпопулярнішими іграми з яких були Call of Duty і Grand Theft Auto. Значну популярність серед гравчинь мали фентезійно-пригодницькі MMMORPG, такі, як World of Warcraft і Second Life. Порівняно з чоловіками, жінки, які грають в MMORPG, вважають за краще вибирати персонажів класу підтримки, які допомагають іншим членам команди, лікують їх і таке інше, але при цьому самі не атакують опонентів. Також жінки приділяють більше уваги соціальним відносинам, ніж досягненням цілей. Акцент на соціалізації грає важливу роль для гравчинь: дослідження журналу Journal of Communication 2009 року виявило, що 61 % гравців-жінок MMORPG заводили романтичного партнера, на противагу 24 % гравців-чоловіків.
Згідно з дослідженнями організації Quantic Foundry, проведеним 2016 року, стать впливає на мотиви в грі. Якщо чоловіки вважають за краще насильство, азарт, змагання і стратегії, то жінки воліють виконувати завдання, збирати колекції, досліджувати віртуальний світ і займатися створенням чогось.
| Спосіб гри          | Опис                                                                            | Жінка | Чоловік |
| ------------------- | ------------------------------------------------------------------------------- | ----- | ------- |
| Завершення завдання | Завершувати всі завдання, знаходити всі колекційні предмети і приховані локації | 17 %  | 10 %    |
| Фентезі             | Занурення і дослідження навколишнього простору                                  | 16 %  | 09 %    |
| Дизайн              | Вираження себе, будівництво або зміна вигляду різних об'єктів                   | 15 %  | 06 %    |
| Спілкування         | Соціалізація та спілкування з іншими                                            | 10 %  | 09 %    |
| Історія             | Розвинута оповідь, добре опрацьовані персонажі                                  | 09 %  | 06 %    |
| Руйнування          | Підривання об'єктів, руйнування                                                 | 08 %  | 12 %    |
| Дослідження         | З'ясування «що якщо», пошук нових результатів                                   | 07 %  | 06 %    |
| Змагання            | Змагання з іншими гравцями                                                      | 05 %  | 14 %    |
| Стратегія           | Продумування стратегії і прийняття рішень, розподіл ресурсів і цілей            | 05 %  | 08 %    |
| Сила                | Прокачування сили персонажа, збираючи кращі предмети                            | 04 %  | 06 %    |
| Азарт               | Екшен, гострі відчуття, стрімкий розвиток геймплею                              | 03 %  | 06 %    |
| Завдання            | Здійснення особистих навичок і умінь, що вимагають практики                     | 03 %  | 07 %    |

Спочатку всі ігри і реклама до них створювалися як гендерно нейтральні, але після того, як ігрова індустрія почала відновлюватися після кризи 1983 року, ігровий ринок переорієнтувався на молоду чоловічу аудиторію. Як наслідок, багато високобюджетних відеоігор стали створюватися для чоловічої аудиторії. Винятками є ігри таких серій, як The Sims і Myst, орієнтовані на жіночу аудиторію, і яким вдалося стати хітами і одночасно виглядати «білими воронами» на тлі інших відеоігор.
Аян Богост, геймдизайнер і академік відеоігор вважає, що важливою причиною фактичної відсутності відеоігор для жінок є те, що команди розробників, що складаються з чоловіків, переважно не здатні створити відповідну жіночій точці зору гру, навіть якщо студія пробує створити таку гру, її, найпевніше, чекатиме провал. Як наслідок, причина провалу скидається на проблему охоплення жіночої аудиторії і стереотип, що «дівчатка не грають у відеоігри», проте розробники часто нехтують фактом, що причиною провалу гри могла стати її низька якість, особливо з огляду на те, що на подібні проекти виділяються невеликі бюджети через ризик можливого провалу. Хоча дослідження ринку важливе для створення вдалої гри, проте ринок не повинен бути приводом для повної відмови від створення ігор, які подобаються жінкам. Яскравий приклад цього — історія створення першої частини The Sims. Її ідейний натхненник протягом семи років домагався фінансування розробки «симулятора життя», проект же буксував через те, що колеги були впевнені, що гру без елементів насильства або гонок за будь-якого розкладу чекає провал. Через скромний бюджет на створення на момент свого випуску гра мала досить застарілу графіку, але в підсумку The Sims отримала феноменальний успіх, який став несподіванкою, і ніхто з маркетологів не припустив, що гра з симуляцією життя і можливістю створювати будинки знайде свою широку аудиторію серед дівчат.

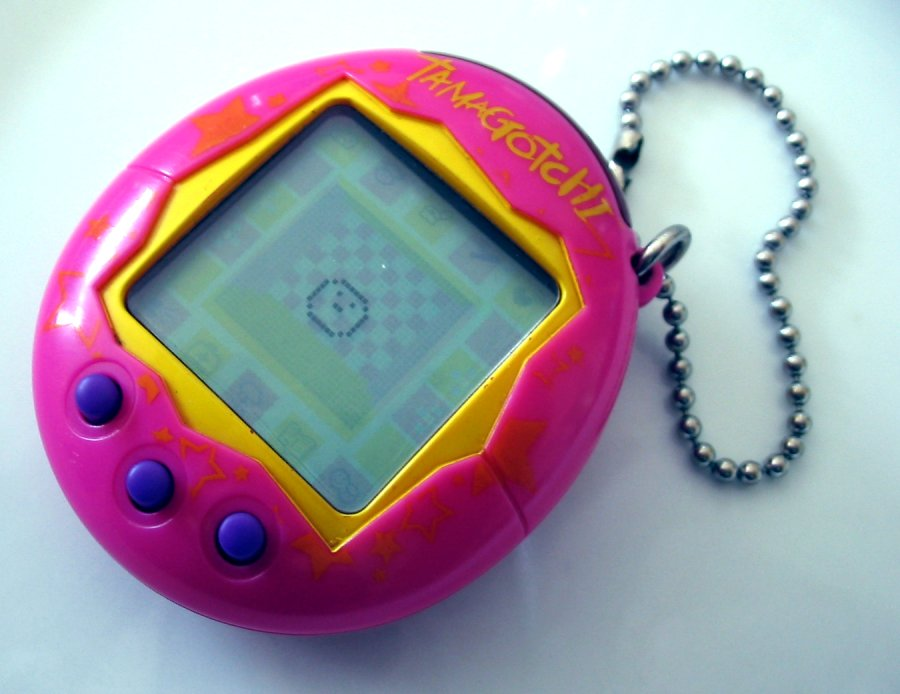
На заході Тамагочі розглядали як гру для дівчаток

Існує думка, що маркетингові дослідження часто спотворюються учасниками дослідження. Наприклад, дослідження гравців-чоловіків покоління бебі-буму виявило у них огиду до насильства — на цій підставі можна було зробити неправильний висновок, що ці люди не люблять шутерів. Такі ж проблеми неправильних висновків можуть бути пов'язані з дослідженнями, орієнтованими на жінок.
Одним з підходів розробників є намагання зрозуміти, чого хочуть дівчата в грі, шляхом спостереження за тим, як вони грають у гру. Ранні гри, призначені для дівчаток, створювалися тематично пов'язаними з іграшками, мультиплікацією і літературою, орієнтованими на дівчаток, як наприклад Barbie, The Baby-Sitters Club і Ненсі Дрю, залишаючи такі жанри, як спорт, гонки, рольові ігри та шутери від першої особи для хлопчиків. Ситуація почала змінюватися з ростом підприємницького фемінізму і винаходом концепції ігор, «створених жінками для дівчаток». Так, компанії з жінками на чолі і в складі розробниць — Her Interactive, Silicon Sisters і Purple Moon почали створювати ігри, орієнтовані на жінок, з соціологічним, соціальним ухилом і з огляду на базові відмінності того, що хочуть бачити дівчатка і хлопчики у відеоіграх. Рух з розширення ринку ігор з метою включення жінок і подальше створення гендерно-нейтральних ігор отримав широку підтримку, критики зазначали, що геймерки, особливо старшого віку, вважають кращими нейтральні з гендерної точки зору ігри, такі, як наприклад «Тетріс», Carmen Sandiego або King's Quest.
Під час вивчення ігрової аудиторії в інтернет-кафе Південної Кореї було помічено збільшення частки гравчинь, які публічно грають у такі ігри, як Lineage, в той час як в інших азійських країнах таке залишається рідкістю. В азійських країнах, зокрема в Японії, спостерігається значно більше охоплення жіночої ігрової аудиторії, а різниця в уподобаннях різних жанрів чоловіками та жінками не така явна, як на Заході[уточнити]. Наприклад, така популярна гра, як Тамагочі, в Японії розглядається як гендерно нейтральна, тоді як на Заході гру прийнято вважати орієнтованою на дівчаток. Одночасно зміни в демографічній ситуації гравців в одній країні можуть вплинути й на геймерську демографію інших країн. Так, зростання числа гравчинь Lineage у Південній Кореї призвело до аналогічного зростання в Тайвані і, пізніше, в материковому Китаї. Це, як правило, країни, де дуже популярні масові онлайнові ігри, і де батьки, як правило, встановлюють більш суворі обмеження дочкам щодо відеоігор.

## Ігри, популярні у жінок
Гравчині надають перевагу грі на мобільних платформах. Такі жанри ігор, як "три в ряд" і симулятори, де необхідно розширювати ферму, заповідник, місто тощо, добуваючи і виробляючи ресурси, користуються популярністю переважно у жінок. Також популярність у жінок мають ігри, присвячені вивченню навколишнього простору, і казуальні ігри. Жінки складають половину від ігрової аудиторії даних ігор. При цьому будь-які ігри з насильством і суперництвом відлякують жінок.
Найпопулярніші і високобюджетні ігри, орієнтовані на жіночу аудиторію — ігри Myst та симулятори серії The Sims. При цьому спільнота любителів The Sims досить велика, щоб вважатися альтернативною «жіночою» ігровою спільнотою.
Рольові ігри з елементами фентезі та наукової фантастики, як правило, не популярні серед геймерок, при цьому можливість вибирати керовану персонажку жіночої статі і можливість розвивати відносини з не ігровими персонажами помітно привертає жіночу аудиторію. Наприклад ігрова аудиторія Star Wars: The Old Republic на 29 % складалася з жінок, в грі Assassin's Creed Syndicate частка гравчинь становила 27 %, порівняно з 14 % з іграми аналогічного жанру, але без можливості грати за персонажку. Частка гравчинь у грі Dragon Age: Inquisition досягала 48 %, хоча їх частка в іграх такого жанру як правило не досягає 26 %. Inquisition можна вважати яскравим прикладом досягнення гендерної рівності аудиторії, але точна причина такої популярності гри серед жінок ще до кінця не ясна. Вона пов'язується з можливістю створювати жіночу персонажку, заводити романтичні зв'язки з чоловічими персонажами і досліджувати навколишній простір. Також популярністю сереж жінок користуються ігри серії Final Fantasy. Дані ігри примітні тим, що зображують в образах сексуальних об'єктів персонажів обох статей, а не тільки жінок.
Інші ігри, які користуються популярністю у жінок — Animal Crossing, Super Smash Bros., нове покоління ігор Tomb Raider, Candy Crush Saga і LittleBigPlanet.

## Ігрові навички
Важливий аспект, що негативно впливає на зацікавленість у відеоіграх, це складність керування, що вимагає, як правило, вміння користуватися гарячими клавішами і контролером, де у жінок зазвичай мало або немає досвіду. Помічено, що якщо гра пропонує навчання, то це швидше залучає жінок в гру, а випуск таких контролерів, як наприклад Wii Remote, Kinect, вплинули на збільшення частки гравчинь у консольні ігри. Ця тенденція тривала завдяки випуску контролерів до приставки Wii. Загалом спостерігається тенденція, що ігрові навички жінок у середньому трохи нижчі, ніж у чоловіків, однак це ніяк не є показником впливу статі на інтелект, а свідчить про нестачу ігрового досвіду. Жінки, які грають у «традиційно чоловічі» і масові ігри для декількох гравців, показують такий же, як і чоловіки, рівень навичок керування.

## Жінки в кіберспорті
Кращі гравчині таких ігор, як Counter-Strike, Dead or Alive 4 і StarCraft II беруть участь в жіночих кібертурнірах. Одна з найвідоміших учасниць трансгендерка Саша Хостін (Scarlett) здобула популярність під час відкритих відбіркових турнірів IGN ProLeague 4, де здобула перемогу над кращими корейськими гравцями. Вона відома тим, що є однією з небагатьох не корейських гравців, здатних дати серйозну відсіч корейським гравцям-чоловікам.
Гра Street Fighter X Tekken відзначилася повною відсутністю жінок в ігровій спільноті. Відомий геймер ArisBakhtanians виправдав це тим, що «образи і сексуальні домагання щодо гравчинь є частиною культури спільноти бойових ігор, і якщо їх заборонити, то це вже не буде спільнотою бойових ігор». Пізніше гравець вибачився за свій коментар.
2014 року організатори турніру Hearthstone у Фінляндії зазнали критики за те, що дозволяли проходити реєстрацію тільки гравцям-чоловікам. Переможець турніру ризикував вилетіти, якщо це була жінка. Дана новина викликала ажіотаж і шквал критики на Заході, а IESF, корейський організатор кіберспорту поспішив зняти обмеження для жінок на всіх своїх подальших турнірах.
У грудні 2015 року Кайла «Squizzy» Скваєрс стала першою жінкою-гравчинею і професіоналкою гри Call of Duty, отримавши кваліфікацію в світовій лізі Call of Duty в австралійському регіоні.
Гравчиня League of Legends Марія (Саку) Кревелінг, тоді відома ще як Ремілія або Ремі, посіла перше місце в серії літніх змагань 2015 року разом зі своїми товаришами по команді Renegades, які були кваліфіковані на серію чемпіонатів Північної Америки 2016 року (англ. NA LCS). Проте, з незрозумілих причин вона вирішила покинути команду ще до початку чемпіонату, пославшись на «занепокоєння і почуття власної гідності».
Частка жінок серед кіберспорсменів становить 5 %[коли?][де?]. Жінки-гравчині масових багатокористувацьких ігор рідше зацікавлені в кіберспорті через усталений стереотип, що це чоловічий клуб. Жінки в ньому розглядаються як незвичне і чужорідне явище. Одна з найвідоміших кіберспортсменок Стю Харві зізналася, що часто жінка почувається чужою і небажаною в середовищі кіберспорту. Її успіхи можуть оскаржити або знецінити, стверджуючи, що вона продавала своє тіло і сексуальність. Кожна кібеспортсменка в тій чи іншій мірі стикається з цим, і це може стати причиною депресії і думок, що їй варто залишити кіберспорт. Лідерка однієї з кращих киберспортивних жіночих команд у світі Юлія Кайра зізналася, що в середовищі кіберспорту поширена думка, що жіночі команди — це несправжня сцена. Чоловіки розглядають гравчинь як побічних, чиї досягнення не варто враховувати. Створення змагань тільки для жінок було спробою рішення проблеми, щоб досягнення гравчинь враховувалися окремо. Проте критики ідеї вважають, що окремі турніри для жінок тільки зміцнюють гендерні забобони, не дозволяючи вчитися гравцям обох статей звикати працювати разом. Призові гроші, пропоновані кіберспорсменкам на жіночих турнірах, досягають 200 000 доларів, а для чоловіків — 2 500 000 доларів. Така різниця може сприяти тому, що жінки будуть менше цікавитись кіберспортом, а жіночі кібертурніри залишатимуться менш привабливими для спонсорів.

## Сексизм до гравчинь з боку чоловіків-гравців
Ставлення до жінок усередині ігрової спільноти загалом можна схарактеризувати, як проблемне. Для ігрових спільнот цілком буденно залишати на адресу жінок коментарі образливого характеру, надсилати в їхній бік такі коментарі, як «твоє місце на кухні» та інші гендерно-стереотипні фрази. У гіршому випадку жінка може отримати на свою адресу погрози зґвалтуванням, вбивством або переслідуванням. Гравчині можуть стати жертвами переслідування онлайн або навіть у реальному житті. Було виявлено, що саме в ігрових спільнотах і чатах онлайн-ігор жінки отримують рекордну кількість образ за статевою ознакою і стають жертвами онлайн-домагань. Це може згубно позначатися на психічному стані гравчинь і також відштовхує величезну кількість жінок від онлайн-ігор, або ж вони вважають за краще з міркувань безпеки прикидатися чоловіками, що робить статистики статевого розподілу гравців перекрученими і недостовірними. В різних інтерв'ю жінки розповідали, що намагаються мовчати під час голосових чатів, або ж штучно змінювати голос на «не жіночий», щоб отримувати менше образ на свою адресу і не слухати вимоги дати свій номер телефону або показати інтимні фотографії. В середньому людина з жіночим голосом отримує образливі коментарі в три рази частіше.
Багато чоловіків сприймають ігрові спільноти як «безпечні чоловічі території», де жінки виступають прибульцями, оскільки грати в ігри для них ніби-то не прийнято. Винятком залишаються спільноти, пов'язані з The Sims, музичними і казуальними іграми. Одночасно просування ідеї «агресії і мужності» призводить до того, що ігрові спільноти нехтують іграми з відсутністю або малою кількістю насильства і вбивств, називаючи їх дівчачими з підтекстом «негідними». Як наслідок, жінки стикаються з більш агресивною поведінкою з боку користувачів, особливо під час змагань. Це зачіпає не тільки гравчинь, але й журналісток і розробниць ігор, навіть якщо їх запросили на конференцію з відеоігор. Дана тенденція почалася з випуском ігор для NES, яка почала просувати рекламу ігор, як орієнтованих тільки на чоловічу аудиторію. У 1980-х реклама перестала зображати гравчинь, а тільки як моделей для обкладинки. Одночасно ігрова індустрія почала просувати в іграх образ гіперсексуальних жінок. Розробниці, що пропонують моделі жіночих персонажів не в сексуалізованому вигляді, отримували відмови і навіть зазнавали мобінгу й домагань з боку колег-чоловіків.
Негативний вплив на ставлення до гравчинь чинить саме зображення героїнь відеоігор ідеальними і гіперсексуальними. Університет Західного узбережжя провів дослідження 86 жінок, що грають в ігри у віртуальній реальності. Було виявлено, що ті жінки, які вибирали найбільш «сексуальних» жіночих аватарів, вірили в те, що сексуальні домагання — це міф, або що в насильстві винні самі жертви і дотримувалися стереотипів, що жінка покликана задовольняти чоловіків (тобто, підтримували міфи про зґвалтування та культуру зґвалтування). Інші дослідження торкалися групи студентів, яким показували зображення з гіперсексуальними персонажками з відеоігор. Група, якій демонстрували зображення, висловлювала позитивніше ставлення до сексуальних домагань, ніж група студентів, які не бачили зображень. Також результат виявив, що чоловік, який грає періодично у відеоігри, мав більш упереджене ставлення до жінок.
Найчастіше образ жінки зазнають в онлайн-іграх. Згідно з даними Riot Games, жінка залишається улюбленим об'єктом образ з боку гравців-чоловіків. Так, 2012 року в Університеті Огайо проходило дослідження, де один і той самий чоловік грав в онлайн-гру Halo 3 почергово з чоловічим і жіночим профілями. Так було виявлено, що з жіночим профілем людина отримувала в середньому три рази більше критичних і образливих коментарів і голосових повідомлень. Навіть запрошення в команду з жіночим профілем супроводжувалося образами на адресу гравця. При цьому було помічено тенденцію, що до хамства були схильні гравці-чоловіки з низьким рівнем досвіду і прокачування персонажа. Таким чином, приниження гравчинь-жінок є способом підвищити свій статус на низькому рівні «ієрархії».

## Жінки в ігровій індустрії
1989 року частка розробниць в ігровій індустрії становила лише 3 %. Згідно з опитуванням на сайті Gamasutra, у 2014 році розробниці в США отримували в середньому 86 % від зарплати чоловіка-розробника. Той же показник для посади геймдизайнера склав 96 %, а для тих, хто озвучують персонажів, відсоток виявився 68 % від зарплати чоловіка.
Таблиця демонструє частку розробниць за країнами і в різні роки.
| Країна          | Рік  | Відсоток |
| --------------- | ---- | -------- |
| Японія          | 2010 | 12.8 %   |
| Канада          | 2005 | 10-15 %  |
| Австралія       | 2010 | > 10 %   |
| США             | 2005 | 11.5 %   |
| Велика Британія | 2009 | 4 %      |

Є ряд причин малої присутності розробниць, починаючи з сексизму в освіті, внаслідок якого отримувати освіту з програмування і геймдизайну більше схильні чоловіки. Крім того, докладається сексизм при наймі: роботодавці-чоловіки, які часто вважають за краще наймати розробників-чоловіків, дотримуючись думки, що вони можуть бути більш амбіційними незалежно від якості резюме. Багато жінок бояться працювати в чоловічих колективах, остерігаючись сексуальних домагань. Дані фактори відкидають безліч талановитих фахівчинь, які могли б вплинути на ігрову індустрію. Існують правозахисні організації і асоціації, що допомагають жінкам потрапити до лав розробників, які ставлять за мету досягнення балансу в цьому аспекті. Вони також допомагають жінкам долати упередження, що розробка програм і гра — не робота для жінок, і допомагають молодим дівчатам вступати до вищих навчальних закладів, щоб ті навчалися програмуванню.
Вважається, що слабка присутність жінок у середовищі розробників відіграє ключову роль у тому, що відеоігри погано або ніяк не орієнтуються на жіночу аудиторію. При цьому було відмічено, що висока частка розробниць припадала на ігри з сюжетним ухилом і прописанням персонажів, наприклад в іграх серії про Гаррі Поттера. Одночасно ці ігри користувалися великою популярністю у дівчат-гравчинь.

## Стрими
Присутність жінок-стримерок супроводжується рядом серйозних проблем. Коли такі майданчики, як YouTubeYouTube і Twitch, стали набирати значної популярності серед стримерів, в них почали брати участь і жінки.
Проте жінка-стримерка ризикує зіткнутися з образами або коментарями з приводу зовнішності. Наприклад, стримерка під ніком Geneviève розповіла, що дуже часто її чат забитий дискусіями про її зовнішність. Geneviève доводиться постійно відволікати чат і нагадувати, що вони прийшли спостерігати за грою.
Зображення гіперсексуального образу є запорукою миттєвого успіху стримерки і значного обсягу донату[прояснити] на її адресу, чим користуються деякі учасниці. Багато стримерів і гравців-чоловіків ставлять знак рівності між такими жінками і успішними жінками-стримерками в цілому і формують до них загалом упереджене ставлення. Було відмічено, що з цієї ж причини багато жінок не наважуються ставати стримерками, або через упередження, що стрим передбачає участь в ігровій спільноті, яка є виключно чоловічою територією, що заохочує мужність.

## Сексизм у відеоіграх
Див. Зображення гендеру у відеоіграх
Зображення жінок у відеоіграх як об'єктів чоловічого сексуального бажання (сексуальна об'єктивація) і фактична відсутність урахування інтересів гравчинь призводить до досить нетерпимого ставлення до жінок як класу гравців, зокрема серед професійних геймерів. Вперше суперечки на цю тему піднялися в 2012 році, коли жінки-розробниці під хештегом «#1reasonwhy» розповідали історії зі свого життя про те, як розробники-чоловіки не бажали приймати образи недостатньо сексуальних жіночих персонажок, ігнорували прохання й інтереси жіночої частини фанатства своїх ігор, а також про сексуальні домагання, яких розробниці зазнають з боку колег, а також про отримання менших зарплат на таких самих посадах, як і їхні колеги-чоловіки.
Що стосується елементів ігрового дизайну, то якщо такі елементи гри як ігровий процес, механіка й подібні функції зазвичай гендерно нейтральні, то елементи, що стосуються сюжету і персонажів, як правило, орієнтовані строго на чоловічу аудиторію. Зокрема, якщо гра являє собою спосіб занурення у фантазію і втечі від життя, коли зіставлення персонажа з собою є важливим елементом. Можливість грати за персонажа своєї статі і з реалістичною зовнішністю є запорукою емпатії до даного персонажа. Проте у 85 % ігор пропонують грати тільки за чоловічих персонажів, а нечисленні жіночі персонажки до недавнього часу поставали в нарочито ідеальних і сексуальних образах, що відривало інтерес багатьох жінок до відеоігор. Збільшення кількості героїнь і в більш реалістичних образах також викликало зростання інтересу жінок до відеоігор і збільшення їх частки в аудиторії. При цьому вважається, що гендерно-стереотипна, легковажна поведінка героїнь у відеоіграх і їх відвертий одяг спонукають багатьох дівчаток прагнути в майбутньому до легковажної поведінки і відверто одягатися.
Незважаючи на те, що частина гравців висловлює свою ненависть на адресу гравчинь і підтримують гіперсексуальні образи персонажок, у середовищі ігрової індустрії частка чоловіків, які критикують сексуалізацію героїнь, висока і продовжує зростати. Деякі гравці-чоловіки стверджують, що сексуалізація застосовна і до чоловічих персонажів у відеоіграх і також зображує ідеалізований образ чоловіків з точки зору суспільних стереотипів, і немає нічого поганого в тому, щоб зображати сексуальними чоловічих і жіночих персонажів. Дослідження редакції журналу Journal of Broadcasting & Electronic Media показали, що жінки, які багато грають у відеоігри, практично завжди незадоволені зображенням жінок у них і навіть можуть усвідомлено уникати певних жанрів.
Поступові зміни в ігровій індустрії свідчать про те, що в майбутньому ігри будуть ставати все більш гендерно нейтральними, а ігрова спільнота більш терпимою до жінок. Присутність сильних протагоністок стає все більш популярною в іграх і зростає з кожним роком.